# Замок Кінніті
Замок Кі́ннітті (англ. Kinnitty Castle, Castle Bernard) — один із замків Ірландії, розташований в графстві Оффалі, біля міст Кінніті (Кьонн Етіх) та Кадамстаун. Замок стоїть на схилах гір Блум, біля дороги R421. У замку довгий час жила родина Бернард.

## Історія замку Кіннітті
Замок Кіннітті був побудований після англо-норманського завоювання Ірландії в 1171 році. Проте вже в 1209 році замок Кіннітті був зруйнований ірландськими кланами. У 1213 році замок був відновлений. Деякий час в замку було абатство августинців Святого Фінніана. Поруч були побудовані споруди монастиря, що відомі також як Монастир Високого Хреста та Стіна Абатства. Руїни цих споруд досі простежуються. Нормани недовго володіли замком Кіннітті. Ці землі і замок відвоював ірландський клан О'Карролл Елі, що мав на цих землях власне королівство. У 1630 році Вільям О'Карролл побудував новий замок біля старого абатства. У 1641 році спалахнуло повстання за незалежність Ірландії. Після придушення повстання замок був конфіскований у власників за підтримку повстанців. Ці землі почали називати Королівське графство. Замок і землі були деякий час у володіннях короля Англії. У 1664 році замок і землі Кіннітті були даровані полковнику Томасу Вінтеру за військову службу королю. Нащадки Томаса Вінтера продали замок і землі Томасу Бернарду. Замок почали називати замок Бернарда. Замок успадкував син Томаса — теж Томас Бернард, що був депутатом парламенту.
У 1811 році леді Кетрін Хатчісон — дружина Томаса Бернарда Молодшого перебудувала замок у неоготичному стилі. Перебудову здійснив архітектор Джеймс Пейн. В такому вигляді замок дійшов до нашого часу. Томасу Бернарду успадкував його син — полковник Томас Бернард, лорд-лейтенант і верховний шериф Оффалі у 1837 році. Він помер неодруженим в 1882 році. Замок успадкував чоловік його племінниці — капітан Колфілд Френч. Він отримав посаду верховного шерифа графства Оффалі в 1887 році.
У 1922 році під час війни за незалежність Ірландії замок став місцем боїв ІРА і був спалений. Але замок був відновлений в 1928 році завдяки гранту уряду Ірландії, що становив £ 32 000. Родина Бернард жила в замку до 1946 року. Потім замок був проданий лорду Десіс, що продав його державі Ірландія в 1951 році. У 1951—1985 році в замку був Технікум Лісу. Потім замок купила родина Райян з графства Лімерік. Райяни переробили замок в 4 зірковий готель. Було добудовано 37 спальних кімнат і зал для бенкетів. Готель був збитковий і замок став власністю банку «КВС». У 2015 році замок купив його нинішній власник. Інвесторами відбудови замку є Дерек Ворфілд — засновник групи «Волф Тонес» («Вовче виття»), Колін Брін — власник «Фо Грін Філдс Паб» у місті Тампа (США, штат Флорида). Після реконструкції замок продовжує функціонувати як готель та як місце проведення конференцій та весіль.